# 加布里埃爾·馬塞爾
加布里埃爾·馬塞爾（法語：Gabriel Marcel，1889年12月7日—1973年10月8日）與萨特並列當代法國兩大存在主義思想家。馬賽爾也是位享譽國際的劇作家、戲劇評論家和音樂家，他所創作的三十部的戲劇作品中，有多部在歐洲一些主要的劇院、大學的劇團及廣播節目演出。而這些作品，常是他的哲學思想的演繹，將他對於生命的探索、哲學的省思反應出來。

## 生平
- 1889年12月7日生於法國巴黎，父親是國會議員及外交官，曾任國家圖書館、博物館、藝術館館長，母親出自猶太銀行家之家。
- 1894年，馬賽爾四歲，母親去世。
- 1898年，父親至瑞典擔任外交大使
- 1910年，由 Sorbonne 拿到D.E.S.學位（相當於碩士）、並考得國家中學哲學教師資格。
- 1912年，移居瑞士，開始寫作「形而上學」
- 1914年－1918年，任職於紅十字會，尋找失去聯絡的前線將士。
- 1919年，與Jacqueline Boegner 結婚，其為牧師之女。（1947去世）
- 1919年－1922年，在Sens任教
- 1923年－1941年，在Grasset and Plon 出版社擔任審稿
- 1925年，《靈堂》一劇在巴黎演出
- 1929年，與F. Mauriac通信，受邀加入其主持的信仰團體，三月廿三日領洗成為天主教徒
- 1923年，於法國南部馬賽市市哲會發表〈存有奧秘之立場和具體進路〉
- 1934年－1935年，接待遭納粹驅逐之德國作家及哲學家
- 1936年，開始「星期五」聚會，在家中接待學生與哲學家進行非正式談話會。
- 1936年，《明燈》在巴黎演出
- 1939年－1940年，於Louis-le-Grand 中學任教（巴黎）
- 1945年－1973年，為《新文學雜誌》寫戲劇及音樂評論
- 1946年，於弗利堡遇海德格
- 1948年，赴黎巴嫩在聯合國教育科學文化組織會議發表演說
- 1949年，至英國Aberdeen大學發表Gifford Lectures 〈存有的奧秘〉
- 1949年－1953年，《上主的人》、《羅馬不復羅馬》、《山巔之徑》上演，因末劇失敗，自此不再嘗試演出。
- 1952年，當選倫理及政治科學學院院士
- 1956年－1966年，至加拿大、美國、日本訪問，受日本天皇接見。
- 1958年，得文學國家獎
- 1961年，赴美國哈佛大學主持「威廉‧詹姆斯」講座：〈人性尊嚴的存在背景〉
- 1963年，至德國Francfort領德國出版界和平獎
- 1965年，在羅馬受教宗保祿六世接見
- 1968年，到維也納參加國際哲學會議
- 1969年，接受伊拉斯谟奖，四月間赴捷克演講。
- 1973年10月8日，因心臟病病逝於巴黎

## 哲学思想
萨特將自己與海德格爾歸為無神論存在主義者，而將雅斯培與馬賽爾歸為有神論的存在主義者。海德格與雅士培否認自己為存在主義者，僅說自己的哲學是「存在的哲學」。而馬賽爾雖起初接受萨特封給他的稱呼，兩年後也正式否認了。
馬賽爾認為他的存在哲學是由他個人的經驗而來，唯有具體的個人經驗才是對他有意義的事，以思想的抽象觀念來談論哲學並不完整。因此，馬賽爾的存在哲學明確地陳述一個有神論的立場，透過《是與有》的討論，馬賽爾對照了「是」與「有」這兩種人類觀感中的存有的基本態度。馬賽爾透過「是」與「有」的兩個面向，思考人類對「存有」的掌握。在「有」的面向裡，我們會以自身對世界、他人、自己的物化與佔有，來界定所以是到的存有，這就是所謂抽象與客觀化的思想。循著這個徑路，一個人便無法掌握自己的存有特性。在馬賽爾的概念裡，人並非是活在隔絕的界限裡，而是活在對他人、對上帝的存有參與裡。這樣的參與可以在人對內在的反省，與凝神於存有之上的「靜觀」中感受到。故存有要在愛中實現，唯有他能毫無保留地對別人開放自己之際，就可以通往作為「絕對你（祢）」的上帝。
馬賽爾的思想始於他的童年孤獨經歷，因著失親的迷惶所引發的思索的提問，已是跨入哲學的門檻的問題，這也是他日後發展的具體形上學思考基礎。幼年失母的馬賽爾，加上無其他兄弟姊妹的陪伴，「孤獨」在他的生命中有著深刻的經驗，但這個經驗對馬賽爾的價值卻極為正面，除了在戲劇文學上有豐沛的情感表達，也展現在他對存有的思考上有著深刻的指導目標。孤獨的童年、戰爭的悲劇、靈媒的經歷、婚姻中愛的滿足、信仰的依歸。這些他自身主觀的生活經歷，在他發展思想的過程，成為他取材的要素。特別是他後來走入信仰，在信仰中肯定上帝的臨在經歷，對於超越者的超越地位有了別於過去理性作為檢視的設定，馬賽爾將主觀的臨在經驗視為對存有（being）與最大存有（Being，上帝）的依據，他肯定存有本身的經驗是確實存在的，我們不是通過自身的「存在」（有）來肯定「最高存有」（是，Being，上帝），乃是先肯定了「最高存有」而證據便是臨在的主觀經歷，也就是他所謂的「奧秘之光」，「存有即奧秘」（Being as Mystery）是馬賽爾哲學的中心思想。
在馬賽爾哲學反省的第一步是批判「第一反省」，所謂的「第一反省」就是以「客觀的知識論取向的存有論」統稱為第一反省運作的產物 。第一反省指理性在接觸其對象之後進行的分析性思考，馬賽爾解釋他的方式是以「後設批判」（metacritic）的態度，重新審視從啟蒙運動以來人類在「理性」的框架下對於「存有」的討論，他以笛卡爾的懷疑論作為「後設批判」的範例，並通過第一反省結論出因理性在其前提（「我思故我在」）的蠻橫，造成「存有」被貶抑在理性的規範下而忽略其有可能超越理性的部分上，馬賽爾企圖構思一個積極的「第二反省」，以主體超越客體取向的認知，將存有（being）的體驗亦即主觀經歷作為肯定最高存有（Being）的存在要素。
如果第一反省是理性自然的運作方式，用來分析事物、獲得事物，那麼第二反省便是將遭笛卡爾「懷疑—思考—存在」（Dubito-cogito-ego）的哲學方法所摒棄的主觀感性經驗，重新的定義其地位。因著對於「臨在」經驗的反省，也就是當主體與客體交會的實際經驗中，體會出「我」與「你」的關係，可以因著人類彼此交往的主觀感受，即便是死亡也不能分隔的「愛」來得到滿足，在對於亡母的思念與後來滿美的婚姻中，馬賽爾找到答案。也從這個立足點開始，開展到對於「絕對你（祢）」的肯定，因著後來在信仰中找到的安慰，通過第二反省覺悟第一反省所謂的客觀性原是死胡同，而追回主體經驗與存有原是完美一體的前提。
按照馬賽爾的反省，人類的思考進路不應該停留在以「我有」什麼來界定自己存在的意義；事實上，從笛卡兒「我思故我在」的理性前提開始，人類對於自己的存在定義便已受限在「有」的框架中，從自己的眼光、角度、觀點、地位、財產出發，睜開眼所見就是「有」，而閉上眼的時刻世界便都消逝，這是以「個人」為基礎的出發，忽略了其他個體的存在，也忽略的可能有的「最高存在」，這或者是一種因為人的渺小自卑所產生出來的極端狂傲。馬賽爾鼓勵人重視「我是」，透過主觀的臨在經驗與客觀的主體因「愛」結連而找到「我是」的價值，擴大「主觀我」與「客觀世界」之間聯繫，將「我與你」擴大到「我們與祢」，使我們得以因為明白自己的渺小，而願意謙卑在偉大的創造主面前，這便是他找到超越者的方式。